# Sebastián Ramis Torrens
Sebastián Ramis Torrens (ur. 10 czerwca 1943 w Llubi) – hiszpański duchowny rzymskokatolicki posługujący w Peru, w latach 1991 - 2018 prałat terytorialny Huamachuco.